# Těškovice (Háj ve Slezsku)
Těškovice (Těžkovica) je vrchol s výškou 363 m n. m., který se nachází u Háje ve Slezsku v okrese Opava v Moravskoslezském kraji ve Vítkovské vrchovině v pohoří Nízký Jeseník. Kopec je spojován s českým skautingem.

## Další informace
Kopec Těškovice se nachází nad Plesenským potokem.
Vrchol Těškovice je významným místem českého skautingu. Je zde památník Slezského skautingu (mohyla z donesených kamenů). Skauting působí v Háji ve Slezsku od roku 1930 a jeho zakladatelem byl František Broďák – Nik. Památník vznikl z reakce na zákaz a rozpuštění skautského hnutí v tehdejším socialistickém Československu v roce 1970 a začal se budovat v roce 1971 a nikdy nebyl poškozen. Památník „stále“ roste, protože přicházející přinášejí nové kameny. Památník obsahuje také zakládací listinu skautů z Háje ve Slezsku a epitafní desky zesnulých skautů.
Na počátku 20. století stávala na vrcholu vysoká borovice zvaná „mynářská“. Údajně na ni bylo vidět až z Frýdku.
Na vrchol vede turistická značka z Háje ve Slezsku a Dobroslavic.
Vrchol Těškovice a jeho okolí je také rozkopán od sběratelů zkamenělin, od zákopů z 2. světové války a také proto, že zde kdysi Josef Hlubek (Hlubeček) měl kamenolom, který zaplavila voda.
Severozápado-západním směrem se nachází blízký další bývalý lom Hlubečkova skála a také vrchol Ostrá hůrka s památníkem odboje slezského lidu. Jihozápado-západním směrem se nachází Čertův Mlýn.

## Galerie

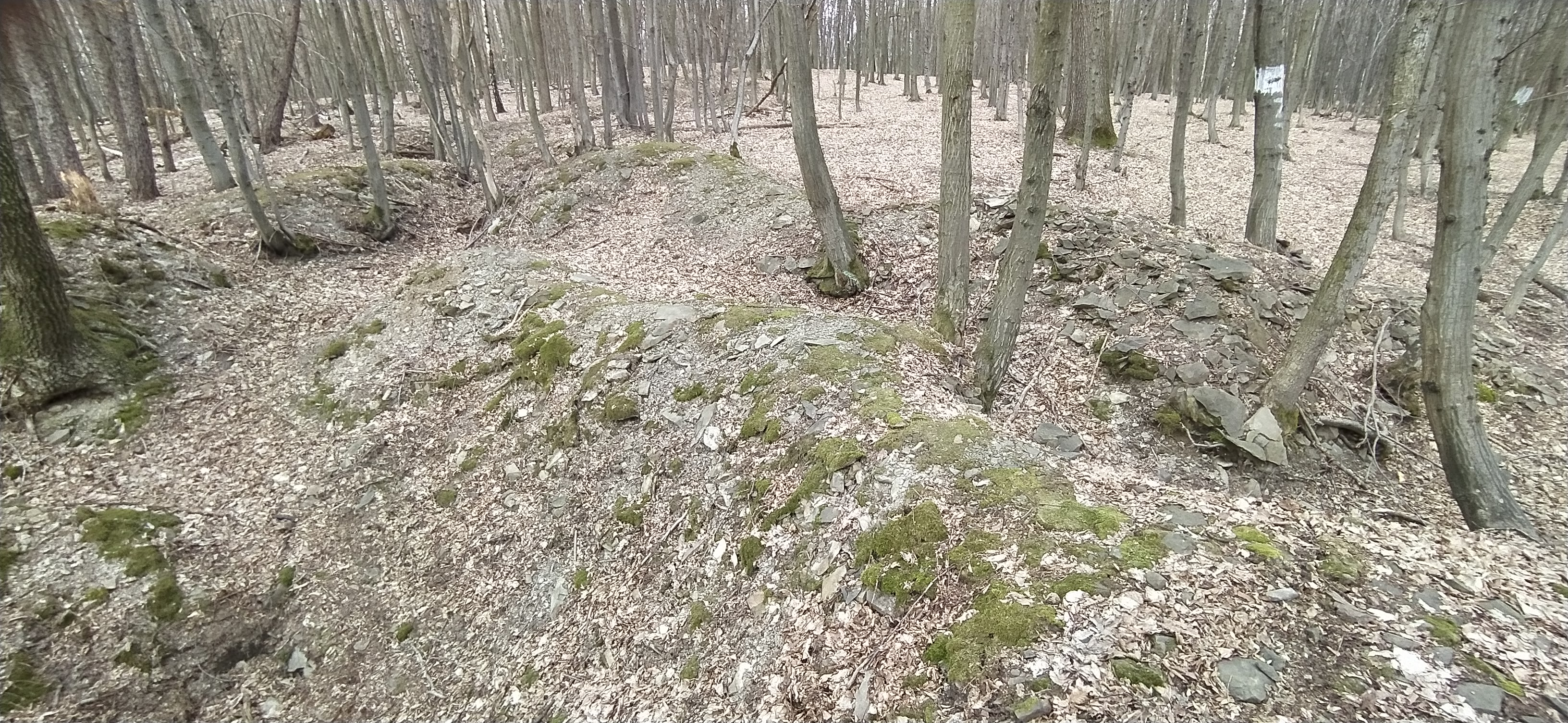
Těškovice, pod vrcholem, pozůstatky výkopů a zákopů z 2. světové války
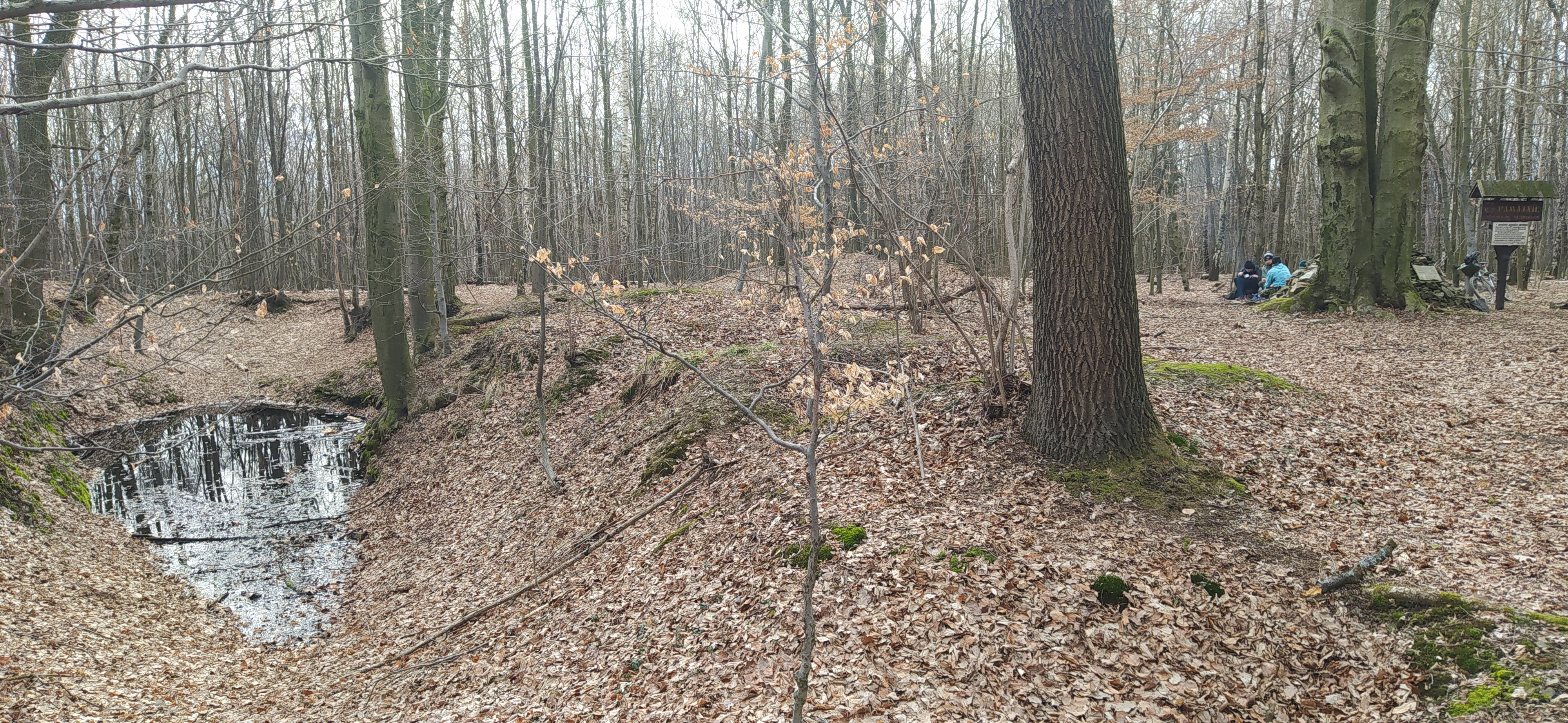
Vrchol Těškovice, zatopený lom
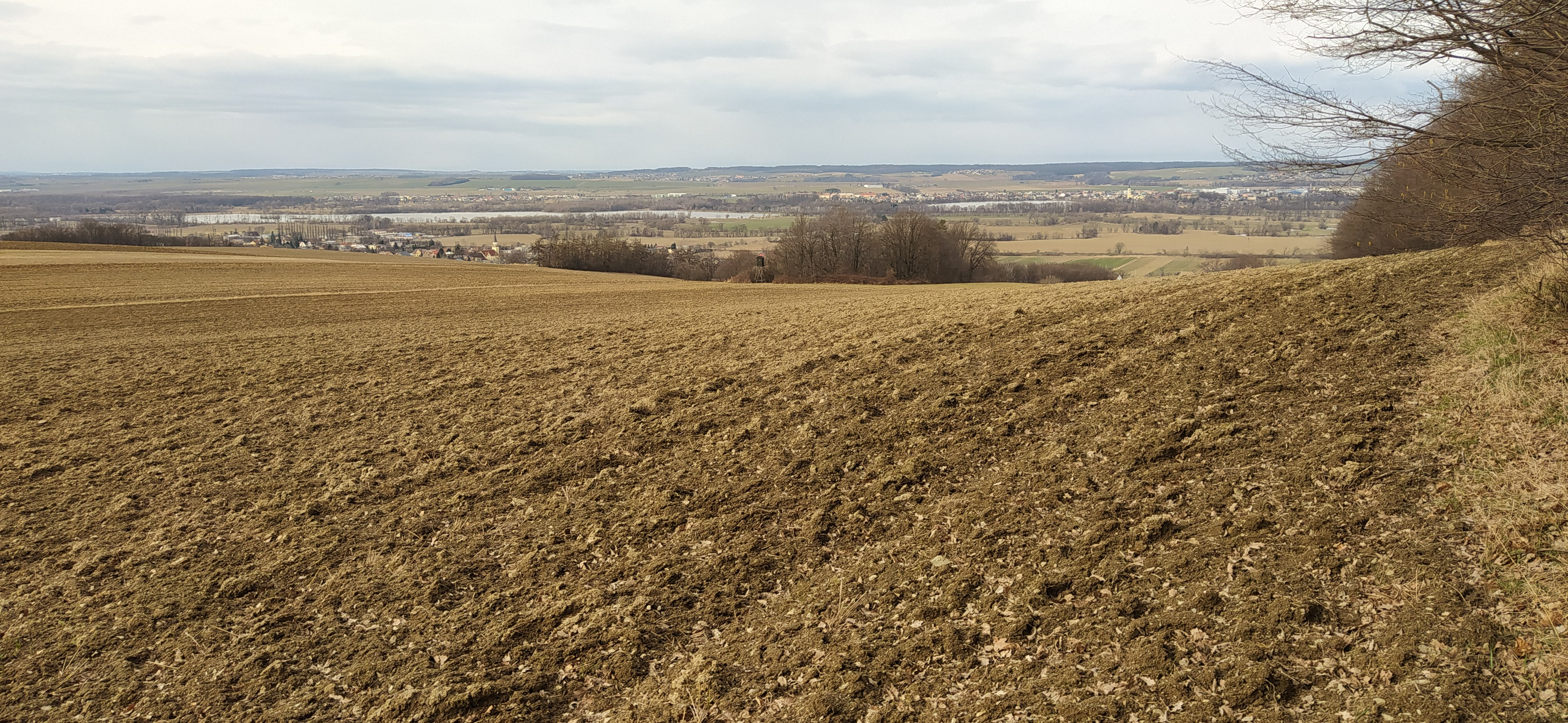
Pohled ze svahu Těškovice na Háj ve Slezsku